# Tenebrioninae
Sous-famille
Les Tenebrioninae sont une sous-famille d’insectes coléoptères de la famille des Tenebrionidae, et elle est divisée en tribus.

## Systématique
La sous-famille a été décrite par l'entomologiste français Pierre-André Latreille en 1802, sous le nom de Tenebrioninae.

### Synonyme
- Amarygminae

### Taxinomie
Liste des tribus et genres 
- tribu des Acropteronini :
- tribu des Alphitobiini :
  - Alphitobius Stephens 1832
  - Diaclina Jacquelin du Val 1861
- tribu des Amarygmini

Blaps mucronata (Scarabée funèbre) sur un Lamium purpureum (Lamier pourpre).

- tribu des Amphidorini (LeConte, 1862)
  - Onymacris unguicularis (Haag, 1875)
- tribu des Apocryphini
- tribu des Blaptini :
  - sous-tribu des Blaptina Leach, 1815
    - Blaps Fabricius 1775
    - Coelocnemodes Bates, 1879
    - Dila Fischer von Waldheim, 1844
    - Dilablaps Bogatchev, 1976
    - Medvedevia Chigray, 2019
    - Nalepa Reitter, 1887
    - Protoblaps Medvedev, 1998

  - sous-tribu des Gnaptorinina Medvedev, 2001
    - Agnaptoria, Reitter, 1887
    - Gnaptor Brullé 1832
    - Gnaptorina Reitter, 1887
    - Pseudognaptorina Kaszab, 1977

  - sous-tribu des Prosodina Skopin, 1960
    - Prosodes Eschscholtz 1829
    - Tagona Fischer de Waldheim 1822

  - sous-tribu des Remipedellina Semenov, 1907
    - Remipedella Semenov, 1907
- tribu des Bolitophagini :
  - Bolitophagus Illiger 1798
  - Eledona Latreille 1796
  - Eledonoprius Reitter 1911
- tribu des Centronopini
- tribu des Cerenopini
- tribu des Dendarini 
  - Bioplanes Mulsant 1854
  - Dendarus Latreille 1829
  - Heliopathes Mulsant 1854
  - Isocerus Latreille 1829
  - Micrositus Mulsant & Rey 1854
  - Phylan Stephens 1832
- tribu des Dissonomini
- tribu des Eulabini
- tribu des Heleini
- tribu des Helopini
- tribu des Leichenini
- tribu des Litoborini
- tribu des Melanimini
- tribu des Opatrini
- tribu des Pachypterini
- tribu des Palorini
- tribu des Pedinini
- tribu des Platyscelidini
- tribu des Platynotini
- tribu des Platyscelidini
- tribu des Praeugenin
- tribu des Rhyssopausini
- tribu des Scaphidemini
- tribu des Scaurini 
  - Cephalostenus Solier, 1838
- tribu des Scotobiini
- tribu des Tenebrionini :
  - Bius Mulsant 1854
  - Cryphaeus Klug 1833
  - Iphthiminus Spilman 1973
  - Menephilus Mulsant 1854
  - Neatus J. Leconte 1862
  - Tenebrio Linnaeus 1758
  - Upis Fabricius 1792
- tribu des Triboliini 
  - Erelus Mulsant & Rey 1853
  - Latheticus Waterhouse 1880
  - Lyphia Mulsant & Rey 1859
  - Tribolium Macleay 1825
- tribu des Titaenini
- tribu des Toxicini
- tribu des Triboliin
- tribu des Ulomini 
  - Pelleas Bates 1872
  - Uloma Laporte de Castelnau 1840
  - Ulomina Baudi 1876
- autres genres :
  - Anophthalmolamus
  - Ectromopsis
  - Metaclisa
  - Uyttenboogaartia